# Scolopocryptops guacharensis
Scolopocryptops guacharensis är en mångfotingart som beskrevs av Manfredi 1957. Scolopocryptops guacharensis ingår i släktet Scolopocryptops och familjen Scolopocryptopidae.
Artens utbredningsområde är Venezuela. Inga underarter finns listade i Catalogue of Life.